# Francis Xavier Yu Soo-il
Francis Xavier Yu Soo-il (Nonsan, 23 marzo 1945 – Seul, 28 maggio 2025) è stato un vescovo cattolico sudcoreano.

## Biografia
Nacque a Nonsan, nel Chungcheong Meridionale e nella diocesi di Daejeon, il 23 marzo 1945.

### Formazione e ministero sacerdotale
Dopo aver frequentato l'Università civile di Seul, conseguì la laurea in educazione ed un master in teologia spirituale presso l'Università di San Bonaventura, negli Stati Uniti d'America. Successivamente entrò nell'Ordine dei frati minori. Compiuti gli studi di preparazione al sacerdozio nel seminario maggiore di Seul, emise i voti perpetui nel 1979.
Il 25 febbraio 1980 fu ordinato presbitero dal cardinale Stephen Kim Sou-hwan.
Dopo l'ordinazione ricoprì il ruolo di vicario parrocchiale a Syryundong, nella diocesi di Suwon, e successivamente divenne parroco a Chilam-dong e ministro provinciale dell'Ordine dei frati minori, dal 1991 al 1997. Inoltre ricoprì l'incarico di presidente dell'Unione dei superiori maggiori di Corea del Sud, dal 1993 al 1995, di consigliere generale dell'ordine a Roma, dal 1997 al 2003, e fu assistente spirituale e guardiano della comunità dell'Ordine dei frati minori di Seul. Dal 2006 ricoprì anche l'incarico di vicario nella casa di formazione dell'ordine a Seul.

### Ministero episcopale
Il 16 luglio 2010 papa Benedetto XVI lo nominò ordinario militare in Corea succedendo a Peter Lee Ki-heon, precedentemente nominato vescovo di Uijongbu. Il 15 settembre successivo ricevette l'ordinazione episcopale per imposizione delle mani del vescovo Peter Lee Ki-heon, co-consacranti i vescovi Joseph Lee Han-taek e Lazarus You Heung-sik.
Il 2 febbraio 2021 papa Francesco accettò le sue dimissioni per raggiunti limiti d'età; Titus Seo Sang-Bum, del clero di Seul, fu nominato come nuovo ordinario.
Morì a Seul il 28 maggio 2025 all'età di 80 anni.

## Genealogia episcopale e successione apostolica
La genealogia episcopale è:
- Cardinale Scipione Rebiba
- Cardinale Giulio Antonio Santori
- Cardinale Girolamo Bernerio, O.P.
- Arcivescovo Galeazzo Sanvitale
- Cardinale Ludovico Ludovisi
- Cardinale Luigi Caetani
- Cardinale Ulderico Carpegna
- Cardinale Paluzzo Paluzzi Altieri degli Albertoni
- Papa Benedetto XIII
- Papa Benedetto XIV
- Papa Clemente XIII
- Cardinale Marcantonio Colonna
- Cardinale Giacinto Sigismondo Gerdil, B.
- Cardinale Giulio Maria della Somaglia
- Cardinale Carlo Odescalchi, S.I.
- Cardinale Costantino Patrizi Naro
- Cardinale Lucido Maria Parocchi
- Papa Pio X
- Cardinale Gaetano De Lai
- Cardinale Raffaele Carlo Rossi, O.C.D.
- Cardinale Amleto Giovanni Cicognani
- Arcivescovo Antonio del Giudice
- Cardinale Stephen Kim Sou-hwan
- Vescovo Peter Lee Ki-heon
- Vescovo Francis Xavier Yu Soo-il, O.F.M.

La successione apostolica è:
- Vescovo Titus Seo Sang-Bum (2021)